# Leptogyropsis kalinovoae
Leptogyropsis kalinovoae är en snäckart som beskrevs av B.A. Marshall 1988. Leptogyropsis kalinovoae ingår i släktet Leptogyropsis och familjen Skeneidae. Inga underarter finns listade i Catalogue of Life.